# 川村愛美
川村 愛美（かわむら まなみ、1994年9月3日 - ）は、キリンプロ大阪オフィスに所属していた日本の女優、元子役。

## 出演

### テレビ番組
子役時代の2002年から『ファミりん』（関西テレビ）や『ビーバップ!ハイヒール』（朝日放送）などにゲスト出演していた。

### テレビドラマ
- 月曜ドラマシリーズ[注釈 1] 恋する京都（NHK大阪放送局、2004年）

### ラジオドラマ
- 滋賀県人権啓発ラジオドラマ

### 舞台
- あの晩、星が教えてくれた 大阪公演A公演[1]（門真市民文化会館ルミエールホール[1]、2004年） - 高井さとみ 役
- ソラリスの謎（2005年） - 純 役
- 明日への扉〜夢にむかって〜（門真市民文化会館ルミエールホール 小ホール[2]、2006年） - 松本理絵 役

### ビデオパッケージ
- 月刊任天堂店頭デモ（任天堂）
- TBRC - 良子 役
- Junior bis（ワコール）

### CM
- タマホーム
- ユニバーサル・スタジオ・ジャパン
- 明光義塾

## モデル活動

### スチール
- 伊勢・鳥羽・志摩スーパーパスポート まわりゃんせ（近畿日本鉄道、2003年）
- 月刊任天堂店頭デモ 7月号（任天堂）
- ひらきっず（ヒラキ）
- SANYO
- イズミヤ（2005年度・2006年度・2007年度）